# Atletism la Jocurile Olimpice de vară din 2020 - 4x100 m (masculin)
Proba de ștafetă 4x100 de metri masculin de la Jocurile Olimpice de vară din 2020 a avut loc în perioada 5-6 august 2021 pe Stadionul Național al Japoniei.

## Recorduri
Înaintea acestei competiții, recordurile mondiale și olimpice erau următoarele:
| Record  | Atlet                                                           | Timp  | Loc                    | Data           |
| ------- | --------------------------------------------------------------- | ----- | ---------------------- | -------------- |
| Mondial | Jamaica (Nesta Carter, Michael Frater, Yohan Blake, Usain Bolt) | 36,84 | Londra, Marea Britanie | 11 august 2012 |
| Olimpic | Jamaica (Nesta Carter, Michael Frater, Yohan Blake, Usain Bolt) | 36,84 | Londra, Marea Britanie | 11 august 2012 |

## Program
Orele sunt ora Japoniei (UTC+9) 
| Data                    | Oră   | Etapă   |
| ----------------------- | ----- | ------- |
| Joi, 5 august 2021      | 9:00  | Etapa 1 |
| Miercuri, 6 august 2021 | 22:30 | Finala  |

## Rezultate

### Calificări
S-au calificat în finală primele trei echipe din fiecare serie (C) și următoarele două echipe cu cel mai bun timp (c). 

#### Seria 1
| Loc | Culoar | Țară               | Atleți                                                                                | Reacție la start | Timp  | Note  |
| --- | ------ | ------------------ | ------------------------------------------------------------------------------------- | ---------------- | ----- | ----- |
| 1   | 5      | Jamaica            | Jevaughn Minzie, Julian Forte, Yohan Blake, Oblique Seville                           | 0,146            | 37,82 | C, SB |
| 2   | 3      | Marea Britanie     | Chijindu Ujah, Zharnel Hughes, Richard Kilty, Nethaneel Mitchell-Blake                | 0,152            | 38,02 | C, SB |
| 3   | 4      | Japonia            | Shuhei Tada, Ryota Yamagata, Yoshihide Kiryū, Yuki Koike                              | 0,147            | 38,16 | C, SB |
| 4   | 9      | Franța             | Mouhamadou Fall, Jimmy Vicaut, Méba-Mickaël Zeze, Ryan Zeze                           | 0,156            | 38,18 | SB    |
| 5   | 2      | Brazilia           | Rodrigo do Nascimento, Felipe Bardi dos Santos, Derick Silva, Paulo André de Oliveira | 0,140            | 38,34 | SB    |
| 6   | 8      | Trinidad și Tobago | Kion Benjamin, Eric Harrison Jr., Akanni Hislop, Richard Thompson                     | 0,150            | 38,63 | SB    |
|     | 6      | Olanda             | Joris van Gool, Taymir Burnet, Chris Garia, Churandy Martina                          | 0,146            |       | NT    |
|     | 7      | Africa de Sud      | Clarence Munyai, Shaun Maswanganyi, Chederick van Wyk, Akani Simbine                  | 0,150            |       | NT    |

#### Seria a 2-a
| Loc | Culoar | Țară                       | Atleți                                                                  | Reacție la start | Timp  | Note  |
| --- | ------ | -------------------------- | ----------------------------------------------------------------------- | ---------------- | ----- | ----- |
| 1   | 4      | China                      | Tang Xingqiang, Xie Zhenye, Su Bingtian, Wu Zhiqiang                    | 0,152            | 37,92 | C, SB |
| 2   | 9      | Canada                     | Aaron Brown, Jerome Blake, Brendon Rodney, Andre De Grasse              | 0,177            | 37,92 | C, SB |
| 3   | 5      | Italia                     | Lorenzo Patta, Marcell Jacobs, Fausto Desalu, Filippo Tortu             | 0,170            | 37,95 | C, RN |
| 4   | 6      | Germania                   | Julian Reus, Joshua Hartmann, Deniz Almas, Lucas Ansah-Peprah           | 0,134            | 38,06 | c, SB |
| 5   | 8      | Ghana                      | Sean Safo-Antwi, Benjamin Azamati-Kwaku, Emmanuel Yeboah, Joseph Amoah  | 0,137            | 38,08 | c, RN |
| 6   | 3      | Statele Unite ale Americii | Trayvon Bromell, Fred Kerley, Ronnie Baker, Cravon Gillespie            | 0,148            | 38,10 | SB    |
| 7   | 7      | Danemarca                  | Simon Hansen, Tazana Kamanga-Dyrbak, Kojo Musah, Frederik Schou-Nielsen | 0,143            | 38,16 | RN    |
|     | 2      | Turcia                     | Ertan Özkan, Jak Ali Harvey, Kayhan Özer, Ramil Guliyev                 | 0,146            |       | DS    |

### Finala
| Loc | Culoar | Țară           | Atleți                                                                 | Reacție la start | Timp  | Note |
| --- | ------ | -------------- | ---------------------------------------------------------------------- | ---------------- | ----- | ---- |
| 1   | 8      | Italia         | Lorenzo Patta, Marcell Jacobs, Fausto Desalu, Filippo Tortu            | 0,154            | 37,50 | RN   |
| 2   | 4      | Canada         | Aaron Brown, Jerome Blake, Brendon Rodney, Andre De Grasse             | 0,148            | 37,70 | SB   |
| 3   | 7      | China          | Tang Xingqiang, Xie Zhenye, Su Bingtian, Wu Zhiqiang                   | 0,153            | 37,79 | =RN  |
| 4   | 5      | Jamaica        | Jevaughn Minzie, Julian Forte, Yohan Blake, Oblique Seville            | 0,158            | 37,84 |      |
| 5   | 3      | Germania       | Julian Reus, Joshua Hartmann, Deniz Almas, Lucas Ansah-Peprah          | 0,136            | 38,12 |      |
|     | 9      | Japonia        | Shuhei Tada, Ryota Yamagata, Yoshihide Kiryū, Yuki Koike               | 0,139            |       | NT   |
|     | 2      | Ghana          | Sean Safo-Antwi, Benjamin Azamati-Kwaku, Emmanuel Yeboah, Joseph Amoah | 0.160            |       | DS   |
|     | 6      | Marea Britanie | Chijindu Ujah, Zharnel Hughes, Richard Kilty, Nethaneel Mitchell-Blake | 0,141            | 37,51 | DS   |